# Philippe Poutou
Philippe Poutou (Villemomble, 14 de març de 1967), és un militant polític i sindicalista francès. Aquest obrer de la fàbrica Ford de Blancahòrt (Gascunya) va ser el candidat del Nou Partit Anticapitalista francès (NPA) a les Eleccions presidencials franceses de 2012.

## Biografia
Philippe Poutou nasqué el 1967 a Villemomble al si d'una família modesta, el seu pare era carter i la seva mare mestressa de casa. Els seus estudis no van ser gaire reeixits i així fracassà al batxillerat de mecànica. Després començà a buscar feina sense cap diploma i feu diversos oficis abans d'entrar com a obrer a la fàbrica Ford de Blancahòrt.
Philippe Poutou va ser el candidat de la LCR a les eleccions legislatives de 2007 al departament de la Gironda durant les quals obtingué el resultat modest del 2,7% dels sufragis. Més tard, el 2010 va ser cap de llista del NPA a les eleccions regionals a Aquitània, i va recollir aleshores el 2,52% dels vots.
Obtingué certa notorietat als mitjans de comunicació francesos arran de la seva implicació forta en el moviment que s'organitzà per a evitar el tancament de la seva fàbrica on és un dels principals responsables sindicals de la CGT, a Blancahòrt. Aquesta mobilització va permetre que no es tanqués la fàbrica i que es conservessin els 955 llocs de feina que estaven a punt de desaparèixer.
Philippe Poutou va ser designat com a candidat del NPA per a les eleccions presidencials del 2012 el 25 de juny del 2011 pels delegats del partit durant llur conferència nacional. El candidat d'extrema esquerra només obtingué l'1,15% dels vots a la primera volta que tingué lloc el 22 d'abril de 2012, acabant així vuitè de deu candidats, amb resultats inferiors als que havia aconseguit l'antic líder del NPA, Olivier Besancenot, a les eleccions anteriors. El mateix diumenge, després de l'anunci dels resultats, Poutou va arengar els seus votants a "votar contra Sarkozy" a la segona volta per a "fer-lo fora" de la presidència francesa.
L’octubre de 2021, Philippe Poutou va participar en la contra-cimera Àfrica-França organitzada a França del 6 al 10 d’octubre de 2021.